# 국립극단
국립극단은 대한민국의 국립 연극 극단이다.
한국에 있어서의 최초의 국립극단은 '신협'이며, 이때에 또 하나의 국립 극단으로서 출발한 것이 '극협(劇協, 대표 이광래)'인데, 그 첫공연은 1952년 12월 피난지인 부산 동아극장에서의 <통곡(痛哭)>(유치진 작)이었다. 그러나 전쟁 중이라 국립극장이 임시나마 폐관된 상태여서 두 극단은 부득이 독자적인 공연활동을 할 수밖에 없었다. 1953년 정부는 제2대 극장장으로 서항석을 임명, 대구의 문화극장을 인수·경영토록 했다. 이 해 2월, <야화(野花)>(윤백남 작)로 재개관한 국립극장은 1957년 6월에 환도, 시공관에 여장을 풀고, 즉시 '신협' 및 1954년 12월에 발족한 극단 '민극(民劇, 대표 이원경)' 등을 통합, 새로운 국립극단을 조직했다. 이어 <신앙과 고향>(K. 쇤헤르 작), <발착점에 선 사람들>(이무영 작), <인생차압>(오영진 작), <딸들 자유연애를 구가하다>(하유상 작), <우물>(김홍곤 작), <가족>(이용찬 작), <시라노 드베르즈라크>(모리스 로스탕 작)를 공연했다. 그러나 하나의 단체로서 근 10여년을 운영해 온 '신협'과 '민극'을 두 공연 단위체로 하는 국립극단제도를 마련하고 이듬해 9월에는 '민극' '신협'이 합동하여 김동인 원작의 <대수양(大首陽)> 공연을 가졌다. 이후 '신협'과 '민극'은 따로따로 또는 합동으로 공연, 1962년 '국립극단'으로 개편될 때까지 계속되었다.
'국립극단'은 계속해서 중후하고 온건한 레퍼토리를 발표했으며, 희곡 현상모집을 통해 하유상·김홍곤·이용찬·박동화·이석정·송일남·박만규·이재현·김병원·전진호·윤조병·오태석·김용락·이일룡 등 수많은 극작가를 발견해 내었다. '국립극단'은 국가예산으로 운영된다.